# Élection du chef de l'exécutif de Hong Kong de 2012
L'élection du chef de l'exécutif de Hong Kong de 2012 s'est déroulée le 25 mars 2012. Cette élection révèle la corruption des principaux dirigeants hongkongais.
Un comité électoral composé de 1 200 personnes s'est réuni pour décider la personne qui remplacerait Donald Tsang, dont le mandat arrivait à l’échéance. Ayant eu un mandat propre à lui en plus qu'avoir repris une partie du deuxième mandat de Tung Chee-hwa, le droit de Tsang pour se présenter de nouveau était limité par la loi fondamentale. Deux candidats de l'établissement ont participé pour la première fois — Leung Chun-ying, peu connu à l’époque, s'était présenté face à Henry Tang, le Premier secrétaire de l'administration qui était perçu comme le préféré des hauts dirigeants à Beijing ainsi que les hommes d'affaires influents. Les démocrates était unis pour soutenir leur propre candidat, Albert Ho, président du Parti démocrate qui avait un siège au Conseil législatif de Hong Kong. Ho avait vaincu Frederick Fung lors des primaires du 8 janvier 2012.
Le campagne fut touché par des scandales, tactiques sournoises et fausses accusations en provenance des côtés de Tang et de Leung également. Il y avait notamment une polémique à la suite de révélations d'un sous-sol somptueux que Tang avait fait construire au sein de sa maison,. Tang est gravement atteint par l’histoire de son sous-sol et de ses infidélités, Tang recevait 285 votes électorales; avec le soutien du bureau de liaison hongkongais du gouvernement central, Leung Chun-ying remporte l'élection avec 689 votes.

## Candidats
- Leung Chun-ying
- Henry Tang
- Albert Ho